# Der Fall Klerk
Der Fall Klerk ist ein Kriminalfilm von 1916 der Filmreihe Rat Anheim.

## Handlung
Jan Klerk wird ermordet, sein Sohn Fred gerät in Verdacht. Detektiv Rat Anheim klärt den Fall mit Hilfe von Röntgenstrahlen auf.

## Hintergrund
Produziert wurde er von der Rahame Film. Er hat eine Länge von vier Akten auf 1000 Metern (ca. 55 Minuten). Die Zensurprüfung fand im Februar 1916 statt. Die Polizei Berlin erließ ein Jugendverbot (Nr. 39019), die Polizei München erlaubte keine Ankündigung als Detektivfilm (Nr. 20861, 20862, 20863, 20864). Die Uraufführung fand im Berliner Tauentzienpalast am 1. Februar 1916 statt.